# آماندا باری
آماندا باری (انگلیسی: Amanda Barrie؛ زادهٔ ۱۴ سپتامبر ۱۹۳۵) هنرپیشه، بازیگر تئاتر، و بازیگر سینما اهل بریتانیا است. وی از سال ۱۹۵۹ میلادی تاکنون مشغول فعالیت بوده‌است.